# Estació de Molí Nou - Ciutat Cooperativa
|  | El títol d'aquest article és incorrecte a causa de limitacions tècniques. El títol correcte de l'article és Estació de Molí Nou \| Ciutat Cooperativa. |

Molí Nou | Ciutat Cooperativa és una estació ferroviària on s'aturen trens de les línies suburbanes S3, S4, S8 i S9, de rodalia R5 i R6, i és el final de la L8 de la Línia Llobregat-Anoia de FGC. És l'última estació de la Línia Llobregat-Anoia a la zona 1 i està situada a prop del barri de Molí Nou de Sant Boi de Llobregat, a la comarca del Baix Llobregat. L'estació es va inaugurar l'any 1968 i es va renovar completament l'any 2000.
A causa de l'important creixement urbanístic i demogràfic al nord de Sant Boi durant els anys 60 es construeix un baixador entre les estacions de Sant Boi i Santa Coloma de Cervelló a la línia d'ample mètric de Barcelona a Martorell enllestida el 1912. El baixador es posa en servei el 20 de febrer de 1968.
L'estació es reconstrueix el 2000, durant els treballs de duplicació de via i retoc de traçat entre Sant Boi i Sant Vicenç dels Horts, ubicant-se lleugerament més a l'est i més a prop del riu.

## Serveis ferroviaris
| Línia Llobregat-Anoia de FGC |          |                     |                          |                        |
| Procedència/Destinació       | <        | Línia               | >                        | Procedència/Destinació |
| Barcelona - Pl. Espanya      | Sant Boi |                     | terminal                 | terminal               |
| Barcelona - Pl. Espanya      | Sant Boi |                     | Colònia Güell            | Can Ros                |
| Barcelona - Pl. Espanya      | Sant Boi | Olesa de Montserrat | Colònia Güell            |                        |
| Barcelona - Pl. Espanya      | Sant Boi | Martorell-Enllaç    | Colònia Güell            |                        |
| Barcelona - Pl. Espanya      | Sant Boi | Quatre Camins       | Colònia Güell            |                        |
| Barcelona - Pl. Espanya      | Sant Boi |                     | Sant Vicenç dels Horts   | Manresa-Baixador       |
| Barcelona - Pl. Espanya      | Sant Boi |                     | Santa Coloma de Cervelló | Igualada               |

## Accessos
- Carrer d'Eduard Toldrà